# Lưu Trọng Lư
Lưu Trọng Lư (19 tháng 6 năm 1911 – 10 tháng 8 năm 1991), là một nhà thơ, nhà văn, nhà soạn kịch người Việt Nam.

## Tiểu sử
Lưu Trọng Lư sinh ngày 19 tháng 6 năm 1911 tại làng Cao Lao Hạ, xã Hạ Trạch, huyện Bố Trạch, tỉnh Quảng Bình. Ông sinh trưởng trong một gia đình quan lại xuất thân nho học. Thuở nhỏ, ông học trường tỉnh, rồi học ở Huế (đến năm thứ 3 tại Quốc học Huế) và Hà Nội. Sau đó, ông bỏ học đi dạy tư, làm văn và làm báo để kiếm sống.
Năm 1932, ông là một trong những nhà thơ khởi xướng và tích cực cổ vũ cho phong trào Thơ mới.
Năm 1933–1934, ông chủ trương mở Ngân Sơn tùng thư ở Huế.
Năm 1941, ông và thơ của ông được Hoài Thanh và Hoài Chân giới thiệu trong quyển Thi nhân Việt Nam.
Sau Cách mạng Tháng Tám, ông tham gia Văn hóa cứu quốc ở Huế. Những năm Chiến tranh Đông Dương, ông tham gia hoạt động tuyên truyền, văn nghệ ở Bình Trị Thiên và Liên khu IV.
Sau 1954, ông công tác tại Bộ Văn hóa và làm Tổng Thư ký Hội nghệ sĩ sân khấu Việt Nam. Năm 1957, ông trở thành hội viên Hội Nhà văn Việt Nam.
Ngày 10 tháng 8 năm 1991, Lưu Trọng Lư qua đời tại Hà Nội. Sau khi mất, ông được an táng tại Nghĩa trang Văn Điển. Ngày 12 tháng 8 năm 1991, ông được nhà nước Việt Nam truy tặng Huân chương Độc lập hạng Nhất. Năm 1996, hài cốt ông được đưa về an táng tại Tân Thuận Tây, Quận 7, Thành phố Hồ Chí Minh. Ông đã được tặng Giải thưởng Hồ Chí Minh về Văn học nghệ thuật năm 2000.
Con trai thứ 9 của ông là đạo diễn Lưu Trọng Ninh.

## Tác phẩm

### Thơ
- Tiếng thu (1939), 52 bài
- Tỏa sáng đôi bờ (1959)
- Người con gái sông Gianh (1966)
- Từ đất này (1971)
- Chị em (1973)
- Bâng khuâng (1988)
- Bao la sầu (1989)
- Cung đàn mùa xuân (nhạc Cao Việt Bách)
- Nắng mới (in trong tập thơ "Tiếng thu" năm 1939)

### Sân khấu
- Nữ diễn viên miền Nam (cải lương)
- Cây thanh trà (cải lương)
- Xuân Vỹ Dạ (kịch nói)
- Anh Trỗi (kịch nói)
- Hồng Gấm, tuổi hai mươi tới rồi (kịch thơ,1973)

### Văn xuôi
- Người sơn nhân (tập truyện ngắn, 1933)
- Những nét đan thanh (truyện ngắn, 1934)
- Huyền Không động (truyện ngắn, 1935)
- Cô Nguyệt (truyện ngắn, 1937)
- Con đười ươi (truyện ngắn, 1938)
- Huế - một buổi chiều (truyện ngắn, 1938)
- Một người đau khổ (truyện ngắn, 1939)
- Chạy loạn (truyện ngắn, 1939)
- Cô gái tân thời (truyện ngắn, 1939)
- Một tháng với ma (truyện ngắn, 1940)
- Chiếc cáng xanh (truyện dài, 1941)
- Khói lam chiều (truyện dài, 194l)
- Cô Nhung (truyện ngắn, 1941)
- Mẹ con (truyện ngắn, 1942)
- Em là gái trong khung cửa (truyện ngắn, 1942)
- Dòng họ (truyện ngắn, 1943)
- Hổ với Mọi (truyện ngắn, 1944)
- Chiến khu Thừa Thiên (truyện vừa, 1952)
- Truyện cô Nhụy (truyện vừa, 1962)
- Mùa thu lớn (tuỳ bút, hồi ký, 1978)
- Nửa đêm sực tỉnh (hồi ký, 1989)

## Đánh giá
Là một trong những người tiên phong của Phong trào Thơ mới, những bài thơ của ông mà "nhiều bài thực không phải là thơ, nghĩa là những công trình nghệ thuật, mà chính là tiếng lòng thổn thức cùng hòa theo tiếng thổn thức của lòng ta" đã góp phần khẳng định vị thế của Thơ mới. Hình ảnh:
...Con nai vàng ngơ ngác
Đạp trên lá vàng khô...
(Tiếng thu)
hay người mẹ với:
...Nét cười đen nhánh sau tay áo
Trong nắng trưa hè trước dậu thưa
(Nắng mới)
trong thơ Lưu Trọng Lư đã trở thành những biểu tượng vượt thời gian.

## Thơ Lưu Trọng Lư
| Trích giới thiệu: Tiếng thu Em không nghe mùa thu Dưới trăng mờ thổn thức? Em không nghe rạo rực Hình ảnh kẻ chinh phu Trong lòng người cô phụ? Em không nghe rừng thu, Lá thu kêu xào xạc, Con nai vàng ngơ ngác Đạp lên lá vàng khô? | Mắt buồn Đôi mắt em lặng buồn Nhìn thôi mà chẳng nói, Tình đôi ta vời vợi Có nói cũng không cùng. Yêu hết một mùa đông Không một lần đã nói, Nhìn nhau buồn vời vợi Có nói cũng không cùng. Trời hết một mùa đông Gió bên thềm thổi mãi, Qua rồi mùa ân ái: Đàn sếu đã sang sông. Em ngồi trong song cửa Anh đứng dựa tường hoa, Nhìn nhau mà lệ ứa, Một ngày một cách xa... |

Bài thơ Tiếng thu đã được các nhạc sĩ Lê Thương, Phạm Duy, Hữu Xuân phổ nhạc thành bài hát cùng tên, còn bài Một mùa đông cũng được nhạc sĩ Phạm Đình Chương phổ thành bài Mắt buồn.

## Sách tham khảo
- Hoài Thanh - Hoài Chân, Thi nhân Việt Nam. Nhà xuất bản Văn học in lại năm 1988.
- Nguyễn Văn Long, mục từ Lưu Trọng Lư trong Từ điển văn học (bộ mới). Nhà xuất bản Thế giới, 2004.